# Salm-Horstmar
Salm-Horstmar fu una contea napoleonica che ebbe vita breve, posizionata nella parte più a Nord della regione Renania Settentrionale-Vestfalia, in Germania, che aveva come centro la città di Horstmar, a Nord-Est di Münster. La contea venne creata nel 1803 per il wild- e renegravio Federico Carlo Augusto di Salm-Grumbach dopo che questi perse Grumbach e altri territori ad Ovest del Reno a favore della Francia. Nel 1813 il Salm-Horstmar venne in seguito mediatizzato al Regno di Prussia; tre anni più tardi al wild- e renegravio venne concesso un titolo di rango principesco nella paria della Prussia.

## Conti di Salm-Horstmar (1803-1813)
- Federico Carlo Augusto (1803 - 1813)

## Principi di Salm-Horstmar (1816 - ad oggi)[1]
| Guglielmo Federico - I principe dal 1816 al 1865 (1799 - 1865) |  |                                                       |  |                                                                |
|                                                                |  | Ottone I - II principe dal 1865 al 1892 (1833 - 1892) |  |                                                                |
|                                                                |  |                                                       |  |                                                                |
|                                                                |  |                                                       |  | Ottone II - III principe dal 1892 al 1941 (1867 - 1941)        |
|                                                                |  |                                                       |  |                                                                |
|                                                                |  |                                                       |  | Filippo Francesco - IV principe dal 1941 al 1996 (1909 - 1996) |
|                                                                |  |                                                       |  |                                                                |
|                                                                |  |                                                       |  | Filippo Ottone - V principe dal 1996 ad oggi (n. 1938)         |
|                                                                |  |                                                       |  |                                                                |
|                                                                |  |                                                       |  | Filippo - principe ereditario (n. 1973)                        |
|                                                                |  |                                                       |  |                                                                |
|                                                                |  | Cristiano di Salm-Horstmar - (n. 1975)                |  |                                                                |
|                                                                |  |                                                       |  |                                                                |
|                                                                |  | Gustavo Federico di Salm-Horstmar - (n. 1942)         |  |                                                                |
|                                                                |  |                                                       |  |                                                                |
|                                                                |  |                                                       |  | Massimiliano di Salm-Horstmar - (n. 1979)                      |
|                                                                |  |                                                       |  |                                                                |
|                                                                |  | Leopoldo di Salm-Horstmar - (n. 1982)                 |  |                                                                |
|                                                                |  |                                                       |  |                                                                |
|                                                                |  | Giovanni Cristoforo di Salm-Horstmar - (n. 1949)      |  |                                                                |
|                                                                |  |                                                       |  |                                                                |
|                                                                |  | Carlo Federico di Salm-Horstmar - (n. 1965)           |  |                                                                |
|                                                                |  |                                                       |  |                                                                |
|                                                                |  |                                                       |  | Costantino di Salm-Horstmar - (n. 1994)                        |
|                                                                |  |                                                       |  |                                                                |
|                                                                |  | Adriano di Salm-Horstmar - (n. 1996)                  |  |                                                                |
|                                                                |  |                                                       |  |                                                                |